# Joshua King
Joshua Christian Kojo King (Oslo, 15 de janeiro de 1992) é um futebolista norueguês que atua como centroavante. Atualmente joga no Al-Khaleej, da Arábia Saudita.

## Carreira

### Início
Nascido na capital norueguesa, Oslo, filho de um pai gambiano e uma mãe norueguesa, King cresceu no subúrbio de Romsås. Começou sua carreira no clube local, Romsås IL, com 6 anos de idade, mas foi contratado pelo Vålerenga em 2006, quando tinha 14 anos. Ele permaneceu no Vålerenga por duas temporadas, mas não chegou a jogar. Foi descoberto por olheiros do Manchester United.

### Manchester United
King assinou pelo Manchester United quando ele completou 16 anos em janeiro de 2008, e fez sua estreia para no Sub-18 com uma derrota em casa por 5–1 para o Sunderland em 29 de março de 2008. Ele começou a temporada seguinte marcando quatro gols em quatro partidas com o Sub-17 do Manchester United. Ganhou a Milk Cup de 2008.Ele jogou duas partidas na Premier League Academy 2008-09 antes de uma lesão que o afastou até janeiro de 2009.Joshua foi suplente na vitória por 4–0 do Manchester United sobre o Wigan Athletic, em fevereiro de 2011.
Dois jogos após seu retorno, ele marcou dois gols na vitória por 5–0 sobre o Bolton Wanderers em 31 de janeiro de 2009.Na semana seguinte, ele foi suplente na partida contra o Stockport County.